# Disco Elysium
Disco Elysium — рольова відеогра, розроблена та випущена естонсько-британською студією ZA/UM. Гра натхненна рольовими іграми Infinity Engine, її сюжет написав і створив дизайн естонський романіст Роберт Курвіц. Вийшла для Microsoft Windows 15 жовтня 2019 року, а вихід на PlayStation 4, PlayStation 5 та Xbox One відбувся у 2021 році.
Сюжет оповідає про детектива, який розслідує зі своїм напарником таємниче вбивство. Ця справа виявляється доленосною, ставши нагодою переосмислити своє життя та відшукати вирішення особистих проблем.
Disco Elysium вважаться однією з найкращих відеоігор, коли-небудь створених, а її сюжет та мистецтво отримали високу оцінку. Вона отримала низку нагород від кількох видань, зокрема звання «Гри року».

## Ігровий процес
Disco Elysium являє собою рольову відеогру з відкритим світом і велике значення приділяє діалогам. Ігровий процес демонструється в ізометричній проєкції, і для переміщення персонажа, взаємодії з іншими персонажами і предметами в світі гри використовується інтерфейс «point-and-click». У грі немає битв і окремої бойової системи в традиційному для рольових відеоігор сенсі — всі дії, що їх вимагають ігрові ситуації, демонструються і вирішуються через дерева діалогів і випробування навичок.
У грі чотири основні групи навичок: інтелект, психіка, статура і моторика, кожному з них відповідає шість різних вторинних навичок — в цілому їх 24. На початку пропонується розподілити 12 очок навичок. Нові очки отримуються внаслідок набору досвіду за виконання завдань; навички також можуть посилити чи послабити екіпіровкою деяких предметів.
Disco Elysium має «шафу думок», куди екіпірується певна ідея, отримана внаслідок спілкування з іншими персонажами чи виявлення особливих предметів. Після екіпірування ідея якийсь час обдумується і дає бонуси та штрафи до навичок: деякі діють на час обдумування, інші лишаються назавжди. Спершу доступні 3 комірки ідей, але витрачаючи очки навичок, їх можна отримати разом 12.

## Сюжет

### Світ гри
Дія гри розгортається в світі Елізіум приблизно рівня середини XX століття, що постраждав від містичного катаклізму. Світ має форму диска, як припускають місцеві вчені. Елізіум складається з «ізолів» (островів, isolas) — масивів суші та морів, відокремлених один від одного туманною субстанцією Бляклістю (Pale), де поступово порушуються закони реальності. Бляклість повільно поширюється світом. Тривале перебування в ній може спричинити психічну нестабільність, а пересування нею, що зазвичай виконується за допомогою аеростатів, вважається дуже небезпечним.
Нації та народи в Disco Elysium зазвичай дотримуються чотирьох основних ідеологій: комунізму, фашизму, моралізаторства та ультралібералізму. Комунізм, також званий мазовізмом, був заснований економістом та історичним матеріалістом на ім'я Крас Мазов, і замість того, щоб асоціюватися з червоним кольором і серпом і молотом, ця ідеологія натомість представлена білим кольором і пентаграмою, оточеною парою оленячих рогів. Моралізм, незважаючи на те, що він є центристською ідеологією, має релігійні відтінки через його асоціацію з найбільшою релігією Елізіуму, долоріанством. Однією з домінантних постатей долоріанства є «Непорочні» (Innocences), особи, схожі на святих, які, як кажуть, є «втіленнями історії» і володіють великою релігійною та політичною владою протягом свого життя, подібно до посади Папи Римського. Найвеличнішою та найвпливовішою серед історичних «Непорочних» була Долорес Деї, жінка таємничого походження, яка нібито мала сяйливі легені та заснувала багато інституцій світу. Завдяки впливу Долорес Деї символом кохання у світі Disco Elysium є легені, а не серце.
Сюжет Disco Elysium відбуваються в бідному районі міста Ревашоль на острові Інсулінде. За сорок дев'ять років до подій гри хвиля комуністичних революцій охопила кілька країн; тоді могутня монархія Ревашоля, що мала колонії по всьому, була повалена та замінена комуною. Через шість років комуну Ревашоля подолали інтервенти моралістсько-капіталістичних націй під назвою «Коаліція». Відтоді Ревашоль має статус Спеціального адміністративного регіону під керівництвом Коаліції. Однією з галузей, де Ревашоль має самостійність, є діяльність Громадянської міліції Ревашоля (Revachol Citizens Militia, RCM). До неї належать двоє детективів, які і є головними героями.

### Дія
Персонаж гравця прокидається в кімнаті готелю «Танці в ганчір'ї» (Whirling-in-Rags) з важким похміллям, не пам'ятаючи хто він. Герой зустрічає лейтенанта Кіма Кіцурагі, який повідомляє, що їм обом доручено розслідувати повішення чоловіка на задньому дворі кафетерію. Особа загиблого невідома, попередній огляд показує, що його повісила група людей. Детективи досліджують район Ревашоля під назвою Мартінез, шукають докази й допомагають мешканцям у виконанні різноманітних завдань. Обоє знайомляться з підлітком-інформатором Куно, який забезпечує їх підказками, та дізнаються чутку про таємничу істоту, що живе за містом.
Поступово герой дізнається, що він детектив RCM, лейтенант Гаррієр «Гаррі» Дюбуа. Кілька років тому Гаррі пережив подію, яка спричинила тривалу депресію і досягла апогею в ніч, коли його викликали розслідувати повішення невідомого. Гаррі самовпевнено відмовився від допомоги колег, вирішивши завершити цю справу або померти.
Гаррі та Кім знаходять свідчення, що вбивство пов'язане з тривалим страйком профспілки докерів Мартінеза проти корпорації Wild Pines. Вони шукають представників докерів і корпорації, зустрічаються з керівником профспілки Євраром Клером і посередницею Wild Pines Джойс Мессьє. Джойс розповідає, що повішений чоловік на ім'я Елліс «Лелі» Кортенер був командиром загону найманців, посланого Wild Pines для придушення страйкарів. Вона попереджає, що решта загону стала бандитами та ймовірно прагнуть помсти.
Детективи роблять висновок, що повішення Лелі було інсценоване, а насправді його вбили раніше. Відповідальність за вбивство бере на себе група докерів «Hardie Boys», яка слідкує за громадським порядком. Вони стверджують, що Лелі намагався зґвалтувати гостю кафе на ім'я Клаас'є. Потім детективи зустрічаються з Клаас'є, яка розповідає, що в них був секс за згодою, але Лелі в цей час хтось підстрелив. Боячись, що це пов'язано з колишнім заняттям шпигунством, Клаас'є заручилася допомогою водійки вантажівки Рубі, яка інсценувала повішення Лелі разом з рештою «Hardie Boys». Детективи знаходять Рубі, яка ховається в покинутій будівлі, і вона приголомшує обох радіопристроєм, що працює на Бляклості. Гравцям пропонується або боротися, або вивести з ладу пристрій і спробувати заарештувати Рубі. Вона, вважаючи Гаррі корумпованим поліцейським, або тікає, або скоює самогубство.
Детективи повертаються до свого району та стають свідками трибуналу: протистояння між найманцями та «Hardie Boys». Починається перестрілка, в якій Гаррі ранять і він отямлюється лише за кілька днів. Більшість або всі найманці до того часу вбиті, а Кім може бути госпіталізований, і в цьому випадку інформатор Куно підмовляє Гаррі, щоб він зробив його своїм напарником замість Кіма. Після трибуналу гра розгалужується на три кінцівки: Гаррі продовжує розслідування з Кімом, Куно або самостійно. Попри все розслідування продовжується і гравець дізнаєтся, що Лелі застрелили зі старого морського форту біля берега Мартінеза.
Оглянувши форт, детективи знаходять стрільця, колишнього комісара комуністичної армії Ревашоля на ім'я Йосип Ліліанович Дрос. Йосип розповідає, що він застрелив Лелі через його належність до капіталістів і через заздрощі, що той має стосунки з Клаас'є. Детективи заарештовують Йосипа, та в цей момент з очерету з'являється величезна комаха, легендарний інсуліндійський фазмід. Гаррі може погодитися на телепатичну розмову з фазмідом, який каже Гаррі, що вважає його божевільним, але в захваті від його здатності продовжувати існування, що втішає Гаррі. Фазмід також може висловити думку про Бляклість, що це реакція природи на своє забруднення людьми.
Гаррі та Кім/Куно повертаються в місто, де колеги розмірковують про дії Гаррі. Постійний партнер Гаррі, лейтенант Жан Віккемар повідомляє, що емоційний зрив Гаррі став результатом розлуки з нареченою Дорою шість-сім років тому. Залежно від вибору гравця, команда висловлює надію, що в майбутньому справи Гаррі покращаться, і запрошує його, Кіма, або Куно до спеціального підрозділу RCM. Крім того, проваливши випробування деяких характеристик, Гаррі може померти, його можуть убити, або він зникне безвісти.

## Головні персонажі
- Гаррієр «Гаррі» Дюбуа (англ. Harrier «Harry» Du Bois) — протагоніст гри, лейтенант дабл-єфрейтор RCM, голова спецпідрозділу 41-ї дільниці з розслідування особливо тяжких злочинів. Прибувши до району Мартінез разом зі своїм загоном розслідувати вбивство, він вирішує піти у запій, внаслідок якого втрачає пам'ять. Ретроградна амнезія Гаррі є наслідком тривалої депресії, якої він може позбутися, розслідуючи вбивство, або поглибити її та піти з RCM.
- Кім Кіцурагі (англ. Kim Kitsuragi) — лейтенант RCM з 57-ї дільниці, напарник Гаррі у справі в Мартінезі. Належить до дільниці-конкурентки, але попри це надає допомогу в розслідуванні. Він допитливий та розсудливий, постійно занотовує щось у записник; захоплюється автомобілями та науковою фантастикою, що має певний вплив на його обізнаність. Кім дуже дорожить своєю репутацією та уникає емоційної близькості. Може бути поранений під час трибуналу найманців та потрапити до лікарні. В іншому випадку залишиться супутником Гаррі до кінця гри і може приєднатися до спецзагону 41-ї дільниці.
- Жан Вікмар (англ. Jean Vicquemare) — лейтенант і сателіт-офіцер RCM, заступник голови спецзагону 41-ї дільниці, первісний напарник і найкращий друг Гаррі. Бере на себе командування підрозділом, коли Гаррі покидає його. Жак повертається до Мартінеза після того, як його Гаррі втрачає пам'ять, щоб особисто простежити за станом і діями Гаррі, який заборонив команді допомагати йому в розслідуванні.
- Жюдіт Міно (англ. Judit Minot) — патрульна офіцер RCM, член спецзагону 41-ї дільниці. Тимчасово стає напарницею Жана, коли Гаррі намірюється самотужки розкрити злочин. Жюдіт приїжджає з Жаном назад до Мартінеза, щоб з'ясувати, що сталося з детективом і як йому можна допомогти.
- Трент Гайдельстам (англ. Trant Heidelstam) — позаштатний консультант RCM, член спецзагону 41-ї дільниці. Повертається в Мартінез на прохання Жана, щоб допомогти оцінити психічний стан Гаррі і те, чи здатний він продовжувати керувати їхнім спецзагоном і працювати в міліції.
- Куно (англ. Cuno) або Кууно де Рютер (англ. Kuuno de Ruyter) — 12-річний підліток із неблагополучної родини, інформатор. Більшість жителів району вважають його хуліганом і психом. Куно поважає силу і за правильного підходу може надати цінні підказки. Якщо Кім виявиться поранений під час перестрілки, Куно вирішить допомогти Гаррі завершити розслідування, після чого може бути прийнятий до молодших офіцерів 41-ї дільниці.
- Джойс Месьє або Реджойс Лейтон-Месьє (англ. Rejoyce Leyton-Messier) — представниця корпорації Wild Pines, насправді — одна з її власниць. Прибула до Мартінеза, щоб вирішити ситуацію із страйком портових робітників. Допомагає Гаррі в розслідуванні. Якщо детектив повідомить їй про справжні наміри Єврара Клера, Джойс вирішить не ризикувати життям безневинних людей і залишить боротьбу за гавань Мартінеза.
- Єврар Клер (англ. Evrart Claire) — голова профспілки портових робітників Мартінеза та найвпливовіша людина району, корупціонер. Погодиться допомогти у розслідуванні за умови, що детектив виконає кілька його завдань. Потурає страйку, маючи намір розв'язати справжню війну з Wild Pines і позбавити корпорацію будь-якого впливу в Мартінезі.
- Клаас'є Аманду (англ. Klaasje Amandou) — постоялиця готелю «Танці в ганчір'ї», танцівниця диско, насправді шпигунка-втікачка та головний свідок убивства. Мала стосунки з убитим і заручилася допомогою Тита та Рубі, щоб замасквати його вбивство як повішення, оскільки пов'язувала це зі своїм шпигунським минулим. Якщо детектив вирішить заарештувати Клаас'є, вона загине у в'язниці, за іншого ж розкладі вона сховається у невідомому напрямі.
- Тит Гарді (англ. Titus Hardie) — портовий робітник, лідер народної дружини «Hardie Boys», яка підтримує порядок у Мартінезі. Був закоханий у Клаас'є, тому допоміг відвести підозри від неї та взяв колективну відповідальність за смерть Лелі на себе та свою команду. Може загинути у перестрілці з найманцями, які вважають його вбивцею свого командира.
- Рубі (англ. Ruby) — водійка-далекобійниця, що збувала наркотики, прихильниця профспілки. Ревнувала Клаас'є до Лелі, тому сприяла їй у приховуванні справжніх обставин загибелі найманця. Втекла і переховувалась, як тільки почула про прибуття Гаррі в Мартінез, оскільки злякалася, що він здасть її ватажку злочинної банди Ла Пута Мадре. Детектив може відпустити Рубі або спробувати заарештувати її, через що вона покінчить життя самогубством.
- Елліс «Лелі» Кортенар (англ. Ellis «Lely» Kortenaer) — полковник і командир загону найманців «Кренель», прийомний брат Рауля і жертва вбивства. Зі своїм загоном був найнятий корпорацією Wild Pines із метою придушення страйку. Під час перебування у Мартінезі перебував у стосунках із Клаас'є, зловживав психоактивними речовинами. Загинув від кульового поранення в голову, коли вони кохалися.
- Рауль «Корті» Кортенар (англ. Raul «Korty» Kortenaer) — сержант-майор і член загону найманців «Кренель», прийомний брат Лелі. Після загибелі свого брата вдавав із себе пацифіста і лідера страйкарів, марно вичікував, допоки поліція знайде справжнього злочинця. Разом з іншими найманцями вирішив влаштувати трибунал над хлопцями Гарді. Може загинути під час перестрілки.
- Йосип Ліліанович Дрос (англ. Iosef Lilianovich Dros) — антагоніст гри, старий снайпер і комісар Ревашольської комуни, вбивця Лелі. Після провалу революції в місті жив у руїнах форту на острові поряд з узбережжям Мартінеза. Через вплив феромонів фазміда мав різні проблеми з психікою, як і потяг до Клаас'є, тому в нападі ревнощів застрелив найманця, що перебував із нею. Заарештований Гаррі та його напарником за вбивство Лелі.

## Відгуки критиків
| Агрегатор  | Оцінка |
| ---------- | ------ |
| Metacritic | 91/100 |

| Видання        | Оцінка |
| -------------- | ------ |
| Destructoid    | 8.5/10 |
| Edge           | 9/10   |
| Game Informer  | 9/10   |
| GameSpot       | 10/10  |
| IGN            | 9.6/10 |
| PC Gamer (США) | 92/100 |
| PCGamesN       | 9/10   |
| USgamer        | 4.5/5  |

Середня оцінка гри на Metacritic склала 91 бал зі 100. Disco Elysium отримала загальне визнання критиків, особливо виділили її наратив та систему діалогів. Вона була номінована та здобула кілька престижних нагород.
Згідно з Саймоном Карді з IGN, основу привабливості Disco Elysium складає те, що кожне рішення в ній має свій наслідок, а кожен персонаж представлений живописним портретом, з якого одразу зрозуміло що за людина перед вами. «Disco Elysium — це унікальне поєднання нуарного детективу, традиційних рольових ігор з олівцем і папером за значної частки теорії екзистенціалізму. Її заплутаний сюжет, склад персонажів, що запам'ятовуються, і величезна глибина вибору створюють незабутнє враження. Не дивлячись на кілька дрібних зауважень, вона досягає майже всіх поставлених цілей і змушує мене прагнути проводити більше часу в її світі».
Енді Келлі з PC Gamer охарактеризував гру як дуже гнучку детективну історію, що запозичує класичні елементи з подібних ігор, але надає небувалу свободу в створенні психологічного образу свого персонажа. Мартінез — це «жахливе місце, наповнене жахливими виродками», в якому є проблиски тепла та людяності. Список завдань постійно оновлюється і їх можна виконувати в будь-якому порядку, при тому що всі вони взаємопов'язані. Це створює пластичний сюжет і персонажів, які забезпечують неодноразове цікаве проходження гри.
Девід Вайлдґус із GameSpot писав, що «Disco Elysium — це божевільна розгалужена детективна історія, у якій справжня справа, яку вам потрібно розгадати, полягає не в тому, хто вбив людину, яка висіла на дереві посеред міста… це дослідження ідей, способу нашого мислення, влади та привілеїв, а також того, як усі ми сформовані… суспільством, у якому перебуваємо». На думку критика, «Якість тексту неперевершена — потужна, поетична, захоплива та весела»; система навичок добре інтегрована до сюжету та суттєво впливає на навіть дрібні деталі, а довкілля сповнене таємниць, попри зовнішню убогість.

## Нагороди
На The Game Awards 2019 Disco Elysium перемогла в усіх чотирьох номінаціях: «Найкращий наратив», «Найкраща незалежна гра», «Найкраща рольова гра», і «Свіжа гра». Премія D.I.C.E. Awards була присуджена Disco Elysium 2020 року в номінації «Видатні досягнення в сюжеті». Нагороду Game Developers Choice Awards гра отримала за «Найкращий наратив», а студія ZA/UM за «Найкращий дебют». На British Academy Games Awards Disco Elysium присудили нагороди як дебютній грі, за музику та наратив. Крім того гра отримала нагороду SXSW Gaming Awards у номінаціях «Досягнення в наративі» та «Нагорода культурних інновацій Метью Крампа».
Інтернет-видання Slant Magazine, USGamer, PC Gamer, і Zero Punctuation визнали її грою року 2019. Журнал «Time» вніс її до переліку 10 найкращих відеоігор 2010-х.
Гра також номінувалася на премію з фантастики «Неб'юла» в номінації «Найкращий сценарій гри».
Починаючи з року свого виходу (2019) і донині (станом на 2022 рік) Disco Elysium очолює рейтинг найкращих ігор для ПК усіх часів і народів за версією PC Gamer. Цей же сайт назвав реліз Disco Elysium однією з головних подій у ПК-геймінгу за останні 30 років.
| Рік  | Нагорода                           | Категорія | Результат | Пос. |
| ---- | ---------------------------------- | --- | --------- | ---- |
| 2019 | Golden Joystick Awards             | style="background: #FDD; color: black; vertical-align: middle; text-align: center; " class="no table-no2"\|Номінація     | [ 34 ]    |      |
| 2019 | The Game Awards 2019               | style="background: #99FF99; color: black; vertical-align: middle; text-align: center; " class="yes table-yes2"\|Перемога | [ 35 ]    |      |
| 2019 | The Game Awards 2019               | style="background: #99FF99; color: black; vertical-align: middle; text-align: center; " class="yes table-yes2"\|Перемога | [ 35 ]    |      |
| 2019 | The Game Awards 2019               | style="background: #99FF99; color: black; vertical-align: middle; text-align: center; " class="yes table-yes2"\|Перемога | [ 35 ]    |      |
| 2019 | The Game Awards 2019               | style="background: #99FF99; color: black; vertical-align: middle; text-align: center; " class="yes table-yes2"\|Перемога | [ 35 ]    |      |
| 2020 | 23rd Annual D.I.C.E. Awards        | style="background: #FDD; color: black; vertical-align: middle; text-align: center; " class="no table-no2"\|Номінація     | [ 36 ]    |      |
| 2020 | 23rd Annual D.I.C.E. Awards        | style="background: #FDD; color: black; vertical-align: middle; text-align: center; " class="no table-no2"\|Номінація     | [ 36 ]    |      |
| 2020 | 23rd Annual D.I.C.E. Awards        | style="background: #FDD; color: black; vertical-align: middle; text-align: center; " class="no table-no2"\|Номінація     | [ 36 ]    |      |
| 2020 | 23rd Annual D.I.C.E. Awards        | style="background: #FDD; color: black; vertical-align: middle; text-align: center; " class="no table-no2"\|Номінація     | [ 36 ]    |      |
| 2020 | 23rd Annual D.I.C.E. Awards        | style="background: #FDD; color: black; vertical-align: middle; text-align: center; " class="no table-no2"\|Номінація     | [ 36 ]    |      |
| 2020 | 23rd Annual D.I.C.E. Awards        | style="background: #99FF99; color: black; vertical-align: middle; text-align: center; " class="yes table-yes2"\|Перемога | [ 36 ]    |      |
| 2020 | Nebula Awards                      | style="background: #FDD; color: black; vertical-align: middle; text-align: center; " class="no table-no2"\|Номінація     | [ 37 ]    |      |
| 2020 | 20th Game Developers Choice Awards | style="background: #99FF99; color: black; vertical-align: middle; text-align: center; " class="yes table-yes2"\|Перемога | [ 38 ]    |      |
| 2020 | 20th Game Developers Choice Awards | style="background: #FDD; color: black; vertical-align: middle; text-align: center; " class="no table-no2"\|Номінація     | [ 38 ]    |      |
| 2020 | 20th Game Developers Choice Awards | style="background: #99FF99; color: black; vertical-align: middle; text-align: center; " class="yes table-yes2"\|Перемога | [ 38 ]    |      |
| 2020 | 20th Game Developers Choice Awards | style="background: #FDD; color: black; vertical-align: middle; text-align: center; " class="no table-no2"\|Номінація     | [ 38 ]    |      |
| 2020 | SXSW Gaming Awards                 | style="background: #FDD; color: black; vertical-align: middle; text-align: center; " class="no table-no2"\|Номінація     | [ 39 ]    |      |
| 2020 | SXSW Gaming Awards                 | style="background: #99FF99; color: black; vertical-align: middle; text-align: center; " class="yes table-yes2"\|Перемога | [ 39 ]    |      |
| 2020 | SXSW Gaming Awards                 | style="background: #FDD; color: black; vertical-align: middle; text-align: center; " class="no table-no2"\|Номінація     | [ 39 ]    |      |
| 2020 | SXSW Gaming Awards                 | style="background: #FDD; color: black; vertical-align: middle; text-align: center; " class="no table-no2"\|Номінація     | [ 39 ]    |      |
| 2020 | SXSW Gaming Awards                 | style="background: #FDD; color: black; vertical-align: middle; text-align: center; " class="no table-no2"\|Номінація     | [ 39 ]    |      |
| 2020 | SXSW Gaming Awards                 | style="background: #99FF99; color: black; vertical-align: middle; text-align: center; " class="yes table-yes2"\|Перемога | [ 39 ]    |      |
| 2020 | 16th British Academy Games Awards  | style="background: #FDD; color: black; vertical-align: middle; text-align: center; " class="no table-no2"\|Номінація     | [ 40 ]    |      |
| 2020 | 16th British Academy Games Awards  | style="background: #FDD; color: black; vertical-align: middle; text-align: center; " class="no table-no2"\|Номінація     | [ 40 ]    |      |
| 2020 | 16th British Academy Games Awards  | style="background: #99FF99; color: black; vertical-align: middle; text-align: center; " class="yes table-yes2"\|Перемога | [ 40 ]    |      |
| 2020 | 16th British Academy Games Awards  | style="background: #FDD; color: black; vertical-align: middle; text-align: center; " class="no table-no2"\|Номінація     | [ 40 ]    |      |
| 2020 | 16th British Academy Games Awards  | style="background: #99FF99; color: black; vertical-align: middle; text-align: center; " class="yes table-yes2"\|Перемога | [ 40 ]    |      |
| 2020 | 16th British Academy Games Awards  | style="background: #99FF99; color: black; vertical-align: middle; text-align: center; " class="yes table-yes2"\|Перемога | [ 40 ]    |      |
| 2020 | 16th British Academy Games Awards  | style="background: #FDD; color: black; vertical-align: middle; text-align: center; " class="no table-no2"\|Номінація     | [ 40 ]    |      |
| 2022 | 18th British Academy Games Awards  | style="background: #FDD; color: black; vertical-align: middle; text-align: center; " class="no table-no2"\|Номінація     | [ 41 ]    |      |

## Локалізація
Гра доступна англійською мовою (озвучення, інтерфейс, субтитри). Інтерфейс і субтитри гри також доступні китайською, іспанською, корейською, японською, польсокою, турецькою, арабською, португальською, французькою, німецькою та російською мовами. У майбутньому планується переклад Disco Elysium українською мовою. За це проголосували користувачі на спеціальному сервісі колективного перекладу, створеному розробниками гри.